# 2 Live Crew
The 2 Live Crew est un groupe américain de rap originaire de Miami, en Floride. Ce groupe est surtout connu pour la controverse liée au contenu très sexuel de leur production, particulièrement dans leur album As Nasty as They Wanna Be,,,,. Le groupe est l'un des premiers artistes à se produire au Hard Fest à Los Angeles en 2007.

## Biographie

### Débuts
Inspiré par Planet Rock et Pretty Tony Records, 2 Live Crew est créé avec l'intention de maintenir le mythique 808 kick drum, son présent dans la non moins célèbre Roland TR-808. 2 Live Crew sort Revelation en 1985. Le single connaît le succès en Floride, ce qui conduit le groupe, sans Amazing V, à s'y établir. Le rappeur Brother Marquis se joint à eux et ils sortent un nouveau single intitulé What I Like. Ils signent ensuite avec Luke, sur son label Luke Records, et celui-ci devient le manager et le chanteur du groupe. 
En 1986 sort l'album 2 Live Is What We Are qui contient des propos blasphématoires et des paroles sexuellement explicites. Il est néanmoins certifié disque d'or par la Recording Industry Association of America (RIAA). Luke décide de commercialiser une version « clean » de 2 Live Is What We Are qui accompagne la version « explicite » du prochain album, Move Somethin', produit par Mr. Mixx.
En 1988, un vendeur de disques d'Alexander City en Alabama est poursuivi pour en avoir vendu un exemplaire à un policier en civil. C'est la première fois qu'un propriétaire de magasin de disques est tenu responsable, aux États-Unis, de l'obscénité de l'album. Finalement, les charges sont abandonnées après que le jury a décidé que le vendeur n'était pas responsable du contenu du disque.

### As Nasty As They Wanna Beet autres albums
En 1989 sort As Nasty As They Wanna Be, qui devient le succès le plus important du groupe. Une grande partie de ce succès est due au seul single Me So Horny qui devient très populaire, malgré un passage en radio des plus confidentiels. Le titre de ce morceau est tiré d'un dialogue entre une prostituée vietnamienne et le personnage Private Joker dans le film de Stanley Kubrick, Full Metal Jacket. L'American Family Association (AFA), un groupe conservateur qui défend les valeurs familiales, trouve que la présence de l'autocollant Parental Advisory n'est pas suffisante pour mettre en garde face aux propos tenus dans l'album. Un juge faisant partie de l'AFA, Jack Thompson, prend contact avec le gouverneur de Floride, Bob Martinez, et le convainc d'écouter ce disque dans le but d'obtenir le passage à la classification légale « obscène ». Il est décidé en 1990 de ce statut au niveau local.

### Réunions
Luke, Fresh Kid Ice, Brother Marquis et Mr. Mixx se rassemblent de nouveau pour enregistrer Hoochie Mama, bande originale du film Friday. Aux alentours de 2008, Fresh Kid Ice et Brother Marquis se réunissent en duo. En mai 2010, le duo annonce un album, Just Wanna Be Heard, produit par Mannie Fresh, en collaboration avec Too Short, E-40 et Insane Clown Posse, et prêt à paraître au label Nu Focuz Entertainment/Lil' Joe Records. Il est prévu pour août 2010, mais aucune sortie n'est effectuée depuis. En juin 2014, 2 Live Crew publie un nouveau single, Take It Off, le clip vidéo faisant paraître brièvement Mannie Fresh, Flavor Flav, Trina, Flo Rida et Trick Daddy. Le single est disponible sur iTunes,.

## Discographie
- 1986 : 2 Live Crew Is What We Are
- 1987 : Move Somethin'
- 1989 : As Nasty As They Wanna Be
- 1990 : Banned in the USA
- 1991 : Sports Weekend: As Nasty As They Wanna Be, Pt. 2
- 1994 : Back at Your Ass for the Nine-4
- 1994 : 2 Live Bass
- 1995 : Original 2 Live Crew
- 1996 : Shake a Lil' Somethin'
- 1998 : The Real One
- 2000 : Private Personal Parts